# Districtul Santarém
Districtul Santarém (portugheză Distrito de Santarém) este un district în centrul Portugaliei, cu reședința în Santarém. Are o populație de 475 334 locuitori și suprafață de 6 747 km².

## Municipii
- Abrantes
- Alcanena
- Almeirim
- Alpiarça
- Benavente
- Cartaxo
- Chamusca
- Constância
- Coruche
- Entroncamento
- Fátima
- Ferreira do Zêzere
- Golegã
- Mação
- Ourém
- Rio Maior
- Salvaterra de Magos
- Santarém
- Sardoal
- Tomar
- Torres Novas
- Vila Nova da Barquinha